# Mister Model International 2025
Mister Model International 2025 será la 9.ª edición del certamen Mister Model International, correspondiente al año 2025, el cual se llevará a cabo el 21 de junio del presente año en la ciudad de Barranquilla. Candidatos de más de 30 países y territorios autónomos competirán por el título. Al final del evento, Eduardo  Horvath Mister Model International 2024 de Brasil, entregará su título a su sucesor.

## Candidatos
37 candidatos han sido confirmados para competir por el título de Mister Model International 2025: 
| País/Territorio                  | Candidato              | Continente |
| -------------------------------- | ---------------------- | ---------- |
| Argentina                        | Nahuel Merlo           | Americas   |
| Bahamas                          | Adon Beckford          | Caribe     |
| Bolivia                          | Marcelo Borda          | Americas   |
| Brasil                           | Jeferson Andrade       | Americas   |
| Canadá                           | Thomas Boguszewicz     | Americas   |
| Chile                            | Ricardo Patiño         | Americas   |
| Colombia                         | Andres Tabares         | Americas   |
| Colombia Comunidad Internacional | Orlando Briceño        | Americas   |
| Costa Rica                       | Daniel Rojas Céspedes  | Americas   |
| Cuba                             | Osmany Mazo            | Caribe     |
| Ecuador                          | Luis Granizos          | Americas   |
| Egipto                           | Omar Khaleb            | África     |
| España                           | Alejandro Reina        | Europa     |
| Fernando de Noronha              | Alysson Santana        | Americas   |
| Filipinas                        | Jake Batiancela        | Asia       |
| Guatemala                        | José Alvarado          | Americas   |
| Haití                            | Juan Hose Noble Joseph | Caribe     |
| Honduras                         | Maicol Maradiaga       | Americas   |
| Indonesia                        | R Reza Fahlevi         | Asia       |
| Islas de la Bahía                | José Alcantara         | Caribe     |
| Islas Galápagos                  | Flavio Romero          | Americas   |
| Isla Margarita                   | Omar Betancourt        | Caribe     |
| Isla San Andrés                  | Jhon Vallejo           | Caribe     |
| Isla Saona                       | Pedro Payano           | Caribe     |
| México                           | Felipe López Olivares  | Americas   |
| Nepal                            | Rujit Duwal            | Asia       |
| Nigeria                          | Prosper Ndee           | África     |
| Panamá                           | Juan Fuentes           | Americas   |
| Paraguay                         | Rodrigo Mendoza        | Americas   |
| Perú                             | Andre Arano            | Americas   |
| Puerto Rico                      | Juan Roldan            | Caribe     |
| República Dominicana             | Christopher Grullon    | Caribe     |
| Sudáfrica                        | Marco Steenkamp        | África     |
| Tailandia                        | Jack Titus             | Asia       |
| Trinidad y Tobago                | Jeferson Andrade       | Caribe     |
| Uruguay                          | Julio Gadea            | Americas   |
| Venezuela                        | Alejandro Guerra       | Americas   |